# Nisha Mohota
Nisha Mohota (Hinganghat, 13 oktober 1980) is een Indiase schaakster. Ze heeft de titels grootmeester bij de vrouwen (WGM; 2003) en Internationaal Meester (IM; 2011). Ze is de eerste WGM uit West-Bengalen.
Nisha Mohota leerde op zevenjarige leeftijd schaken. In Calcutta volgde ze opleidingen aan de Montessorischool Mahadevi Birla Shishu Vihar en aan de Goodricke National Chess Academy. Ze werkt voor de Indiase levensverzekeringsmaatschappij in Calcutta.

## Individuele resultaten
Op 26 april 1995 werd Nisha Mohota de jongste Indiase Internationaal Meester bij de vrouwen (WIM). Haar leeftijd was toen 14 jaar, 6 maanden en 13 dagen. In december 1996 ontving ze hiervoor een award en een geldbedrag van de toenmalig minister-president van India, H.D. Deve Gowda. Nisha had het record de jongste Indiase WIM te zijn in handen tot 1999, toen het record werd verbroken door Humpy Koneru.
In 2001 werd Nisha Mohota gedeeld derde bij het Aziatisch vrouwenkampioenschap in Chennai, dat werd gewonnen door Li Ruofan. In 2001 en 2008 nam ze deel aan het Wereldkampioenschap schaken voor vrouwen. In 2005 won ze in Bangalore zonder verliespartij met 9 pt. uit 13 het Indiase vrouwenkampioenschap, waar Mary Ann Gomes met 8.5 pt. als tweede eindigde.
In reactie op commentaar van de Britse grootmeester Nigel Short, waarmee ze het oneens was, sprak Mohota zich uit over gelijke rechten voor vrouwen, en over de specifieke uitdagingen waarmee vrouwen in de schaaksport te maken krijgen.

## Nationale teams
Met het Indiase nationale vrouwenteam speelde ze in drie Schaakolympiades: 2004, waar het team de negende plaats behaalde, 2008 en 2010.
Ze nam met het Indiase team deel aan de Aziatische kampioenschappen voor vrouwenteams in 2003, 2005 (aan het eerste bord), 2008 en 2009 (in het tweede team). In 2005 en 2008 eindigde het team als tweede. Ze speelde in 2013 aan bord 2, achter Eesha Karavade in het WK landenteams voor vrouwenteams in Nur-Sultan. Bij de Azië-spelen van 2010 in Guangzhou was ze lid van het Indiase schaakteam.

## Titel en rating
- Voor het behalen van een 67% score bij het zonetoernooi voor vrouwen in 1995 in Chennai verkreeg Nisha Mohota de titel Internationaal Meester bij de vrouwen (WIM). Ze was tot 1999 de jongste Indiase met de WIM-titel.
- Grootmeester bij de vrouwen (WGM) is ze sinds augustus 2003. Ze was na Subbaraman Vijayalakshmi, Humpy Koneru en Aarthie Ramaswamy, de vierde Indiase die deze titel behaalde. De normen hiervoor behaalde ze bij het Aziatisch kampioenschap voor vrouwen in 2001, bij een IM-toernooi in april 2002 in Dhaka en bij het Indiaas kampioenschap voor vrouwen in januari 2003 in Mumbai.[11]
- Sinds februari 2011 is ze Internationaal Meester (IM). De normen voor de IM-Titel behaalde ze in april 2009 bij het Internationaal Open toernooi in Sydney, in september 2009 bij het 4e Calcutta Open, waarbij ze onder andere won van de Indiase GM Neelotpal Das en in augustus 2010 bij het 36e Obert-toernooi in Badalona, waarbij ze onder andere won van de Cubaanse GM Aryam Abreu Delgado.[12]

Per mei 2017 was haar Elo-rating 2269, waarmee ze nummer 15 was op de Indiase Elo-ranglijst van de vrouwen. In oktober 2007 was haar Elo-rating 2416. Hiermee was ze nummer 47 op de FIDE-ratinglijst van vrouwelijke schakers en vierde op de Indiase Elo-ranglijst van de vrouwen.